# Quốc lộ 48C
Quốc lộ 48C là một tuyến giao thông đường bộ cấp quốc gia ở miền Tây, tỉnh Nghệ An, Việt Nam.

## Lịch sử
Bộ Giao thông Vận tải quyết định chuyển tuyến đường nối các huyện miền Tây Nghệ An là đường nối Quốc lộ 7 và Quốc lộ 48 thành Quốc lộ 48C.

## Lộ trình
Quốc lộ 48C: Điểm đầu tại Km 53+900, Ngã ba Săng Lẻ, Quốc lộ 48, xã Tam Hợp, huyện Quỳ Hợp. Điểm cuối tại Km 123+00, Quốc lộ 7 thuộc địa phận xã Tam Quan, huyện Tương Dương và có tổng chiều dài 123,1 km.